# لیما (پنسیلوانیا)
لیما (به انگلیسی: Lima) یک منطقهٔ مسکونی در ایالات متحده آمریکا است که در شهرستان دلاویر، پنسیلوانیا واقع شده‌است. لیما ۲٬۷۳۵ نفر جمعیت دارد.